# Valles Marineris
Valles Marineris (česky Údolí Marineru – pojmenované po sondě Mariner 9, která jej v roce 1971 poprvé nasnímala) je největší známý systém kaňonů ve sluneční soustavě nacházející se na planetě Mars.

## Charakteristika
Údolí Marineru se vine přes více než šestinu obvodu rovníku planety východně od rozsáhlé sopečně-tektonické oblasti Tharsis. Průměrná šířka je okolo 200 km, ale místy může dosahovat až 500 km. Svahy se zařezávají do hloubky až 10 km. Valles Marineris je tvořeno množstvím vzájemně propojených kaňonů, konkrétně z Noctis Labyrinthus, regionu Chryse, Ius, Tithonium, Melas, Candor, Ophir, Coprates, Eos a Ganges Chasmata, z nichž některé mohly vzniknout dodatečně např. vodní erozí.
Dle některých vědců mohl vznik Tharsis přispět ke vzniku Valles Marineris extrémním namáháním litosféry během jejího formování. Jiná část vědců se domnívá, že Valles Marineris vzniklo výsledkem tektonických pochodů, sérií kolapsů či souběhem obou těchto procesů. V roce 2017 byla vydána vědecká studie dokládající, že se na dně nejhlubšího kaňonu Coprates Chasma nachází rozsáhlé sopečné pole tvořené sypanými kužely a lávovými proudy. Hned pod povrchem ve svrchní části stěn roklí, lze rozeznat až na desítky různých vrstev. Jsou to lávové proudy, které vznikaly asi před 3,8 až 3,5 mld. let. Původ Valles Marineris způsobený vulkanickou činností podobně jako sousední oblast Tharsis, je nejjednodušším vysvětlením. Údolí Marinerů je možné přirovnat propadlině ve východní Africe, nicméně je mnohem větší a především hlubší. Na utváření profilu se mohla podílet i tekoucí voda, ale nebyla to voda o síle řeky. Tekutá voda jako řeka měla modelovat hlavní útvar údolí, svažující se od výšin oblasti Tharsis na západě k nízko položenému konci údolí na východě.

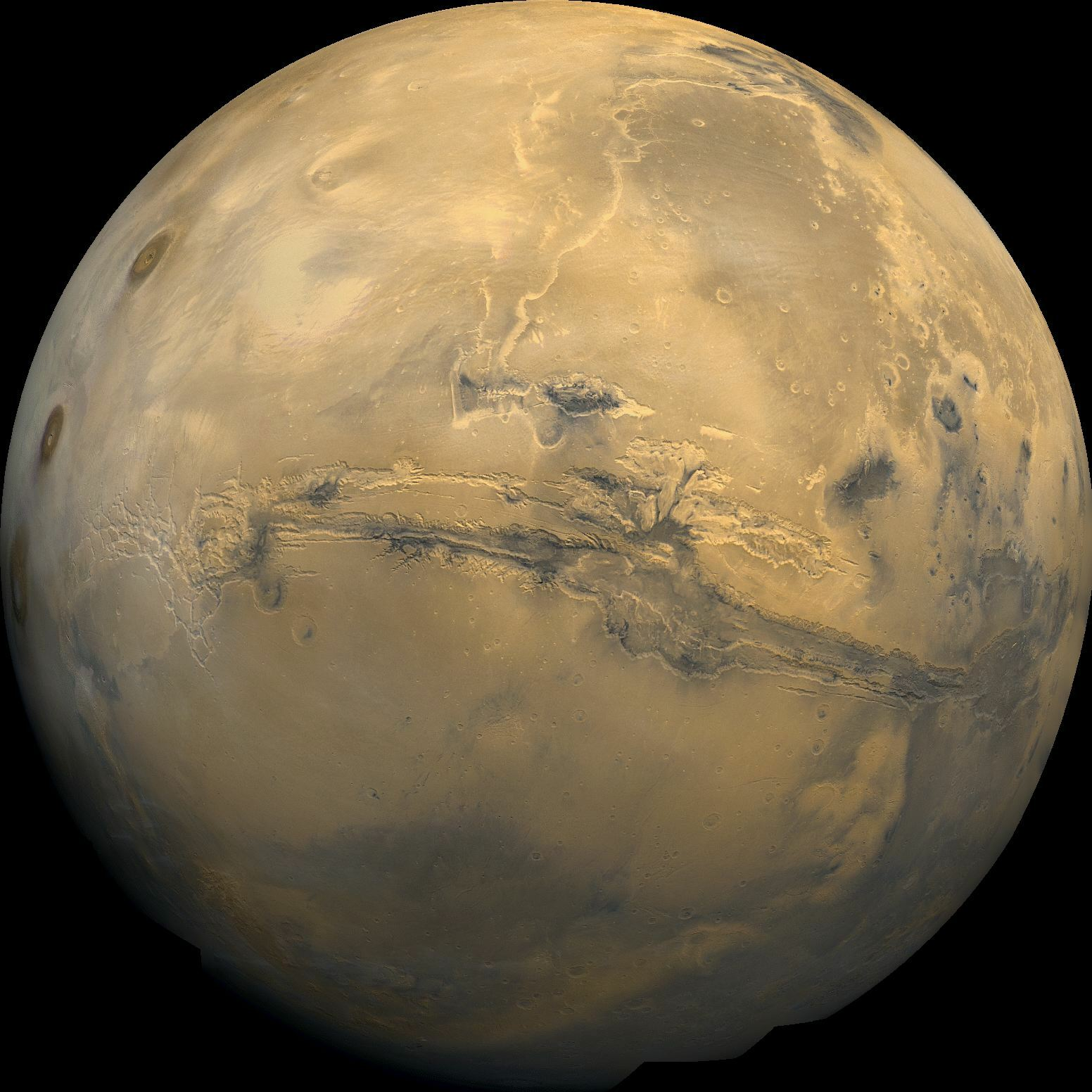
Valles Marineris na povrchu Marsu nelze přehlédnout.